# Ulisses (zespół muzyczny)
Ulisses – polska grupa rockowa założona w 1993 roku. Finalista konkursu Marlboro Rock-in. Zespół wziął udział w Sopot Rock Festiwal ’93 oraz FMR Jarocin ’93 i ’94. Działalność zespołu była zawieszona od 1997 do 2008 roku.

## Obecny skład
- Piotr Orban – gitara
- Leszek Palczak – perkusja
- Krzysztof Szyper – gitara basowa
- Dżerry Czarkowski – śpiew

## Dyskografia
- 1993: Laura
- 1994: Roots – The Story Of...